# Филиппинская острохвостая нектарница
Филиппинская острохвостая нектарница (лат. Aethopyga boltoni) — один из видов острохвостых нектарниц. Описан Мирнсом в 1905 году. В англоязычной литературе птица называется «нектарницей Апо» по названию горы, на склонах которой впервые обнаружена европейцами.

## Ареал
Ареал вида ограничен островом Минданао на юге страны. Обитает во влажных тропических горных лесах до высоты 1300—1500 м. Площадь ареала — около 7,5 тыс.км².

## Подвиды
Выделяют три подвида:
- A. b. malindangensis Rand & Rabor, 1957 — Малинданг на западе Минданао.
- A. b. boltoni Mearns, 1905 — склоны гор Китанглад, Апо и Пасьян.
- A. b. tibolii Kennedy et al., 1997 — преимущественно на горах Буса и Матутум.

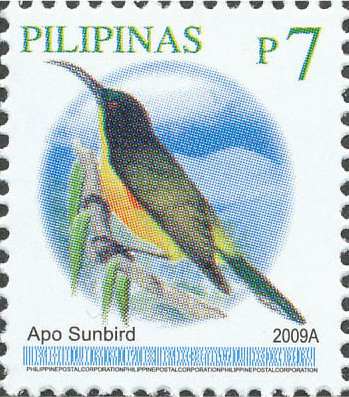
Филиппинская острохвостая нектарница на почтовой марке

## Охранный статус
Несмотря на небольшую площадь территории обитания, вид не находится под угрозою вымирания из-за труднодоступности мест и малой активностью человека. Охранный статус — LC.